# 어코딩 투 짐
《어코딩 투 짐》(영어: According to Jim)은 2001년부터 2009년까지 ABC에서 방영한 미국의 시트콤 텔레비전 시리즈이다. 교외에 거주하는 주인공 짐, 아내 셰릴, 두 딸 루비와 그레이시, 아들 카일, 처남 앤디, 처제 데이나의 일상을 다룬다.

## 개요
인물 연기를 맡은 배우 짐 벌루시와 마찬가지로 주인공 짐은 블루스, 시카고 베어스, 시카고 컵스, 시카고 불스, 시카고 블랙호크스를 사랑한다. 태평한 게으름뱅이인 짐은 늘 정공법을 우회하는 꾀를 부리며 이 때문에 종종 셰릴과 데이나에게 거짓말을 했다가 들켜서 역효과로 더 큰 곤란을 겪는다. 처남 앤디는 짐과 절친 사이이며, 한 여자와 오래가지 못하는 특징이 있다. 처제 데이나는 자주 셰릴과 함께 짐을 공격하지만 짐이 한편으로는 좋은 아빠임을 알고 있다.
7번째 시즌에서 쌍둥이 아들 고든과 조너선이 생긴다.

## 출연진
- 짐 벌루시 - 제임스 "짐" 역
- 코트니 손스미스 - 셰릴 역
- 킴벌리 윌리엄스페이즐리 - 데이나 역
- 래리 조 캠벨 - 앤드루 "앤디" 역